# Johann Christian Reil
Johann Christian Reil, född 20 februari 1759 i Rhaude, död 22 november 1813 i Halle an der Saale, var en tysk läkare och anatom.
Reil blev medicine doktor 1782 samt professor i medicin 1788 i Halle an der Saale och 1810 i Berlin. Han var en mångsidigt bildad läkare och är i medicinens historia känd som en av vitalismens förnämsta förfäktare (Ueber die Lebenskraft, 1796). Bland hans anatomiska arbeten är de över hjärnan synnerligen värdefulla (Exercitationes de structura nervorum, 1796, och avhandlingar i det av honom utgivna "Archiv für Physiologie").
Han engagerade sig även i sinnessjukvården och gav i den berömda skriften Ueber die Anwendung der psychischen Curmethode auf Geisteskrankheiten (1803) en gripande skildring av tillståndet i de tyska hospitalen och kritiserade därvid den riktning inom psykiatrin som främst företräddes av Johann Christian August Heinroth. Reil bidrog därigenom icke obetydligt till reformer inom psykiatrin. I den 1815-16 utgivna Entwurf einer allgemeinen Pathologie (tre band) ingår en biografi över Reil skriven av Henrik Steffens.